# Morarji Desai
Morarji Ranchhodji Desai, in gujarati મોરારજી રણછોડજી દેસાઈ (Bhadeli, 29 febbraio 1896 – Nuova Delhi, 10 aprile 1995), è stato un politico indiano.
Fu un attivista per l'indipendenza dell'India e fu primo ministro indiano dal 1977 al 1979. È stato il primo premier indiano non appartenente al Partito del Congresso. Non appena si insediò al governo lavorò per portare avanti le sue politiche e le sue iniziative di pace tra India e Pakistan. Per questo fu onorato con la medaglia dell'Ordine del Pakistan, la più alta onorificenza cavalleresca concessa dal governo del Pakistan.

## Gioventù
Morarji Desai nacque in una famiglia "Anavil Brahmin" (ovvero appartenente alla casta dei brahamani, la prima delle quattro caste indiane, quella dei sacerdoti/intellettuali) a Bhadeli. Dopo essersi diplomato al Wilson College di Mumbai, intraprese il servizio civile in Gujarat. Più tardi, nel 1924, abbandonò il servizio per andare a militare nel movimento di disobbedienza civile contro gli inglesi.